# Skarðsheiði
Der  Berg Skarðsheiði ist ein erkalteter Vulkan in Island.  Er befindet sich in der Region des Borgarfjörður im Westen des Landes auf der Südwestseite des Sees Skorradalsvatn und ist 1054 m hoch. Der Berg liegt auf dem Gemeindegebiet von Skorradalur und Hvalfjarðarsveit. 

## Der Zentralvulkan
Der Berg ist zusammen mit dem benachbarten niedrigeren Gebirgsmassiv des Hafnarfjalls Überrest eines großen Zentralvulkans, der vor etwa 5,5 bis 4 Millionen Jahren aktiv war.
Man unterscheidet vier verschiedene Ausbruchsphasen des Vulkans: die erste am Brekkufjall, die zweite am Hafnarfjall, die dritte an der Skarðsheiði selbst, die vierte am Heiðarhorn (Skarðsheiði).
Bei der ersten Phase wurde mehr basaltisches Material, in der zweiten intermediäres und schließlich rhyolithisches ausgeworfen. Während der dritten Phase kam es auch zur Produktion von pyroklastischen Strömen, deren Spuren man u. a. bei Andakíll sehen kann als sehr eisenhaltigen und daher rötlichen Ignimbrit. Man vermutet, dass dabei basaltisches Magma in die mit rhyolithischem Magma gefüllte Kammer eindrang, eine Überhitzung hervorrief, sowie die Produktion und den Ausstoß des ignimbritischen Materials.

## Herausragende Gipfel

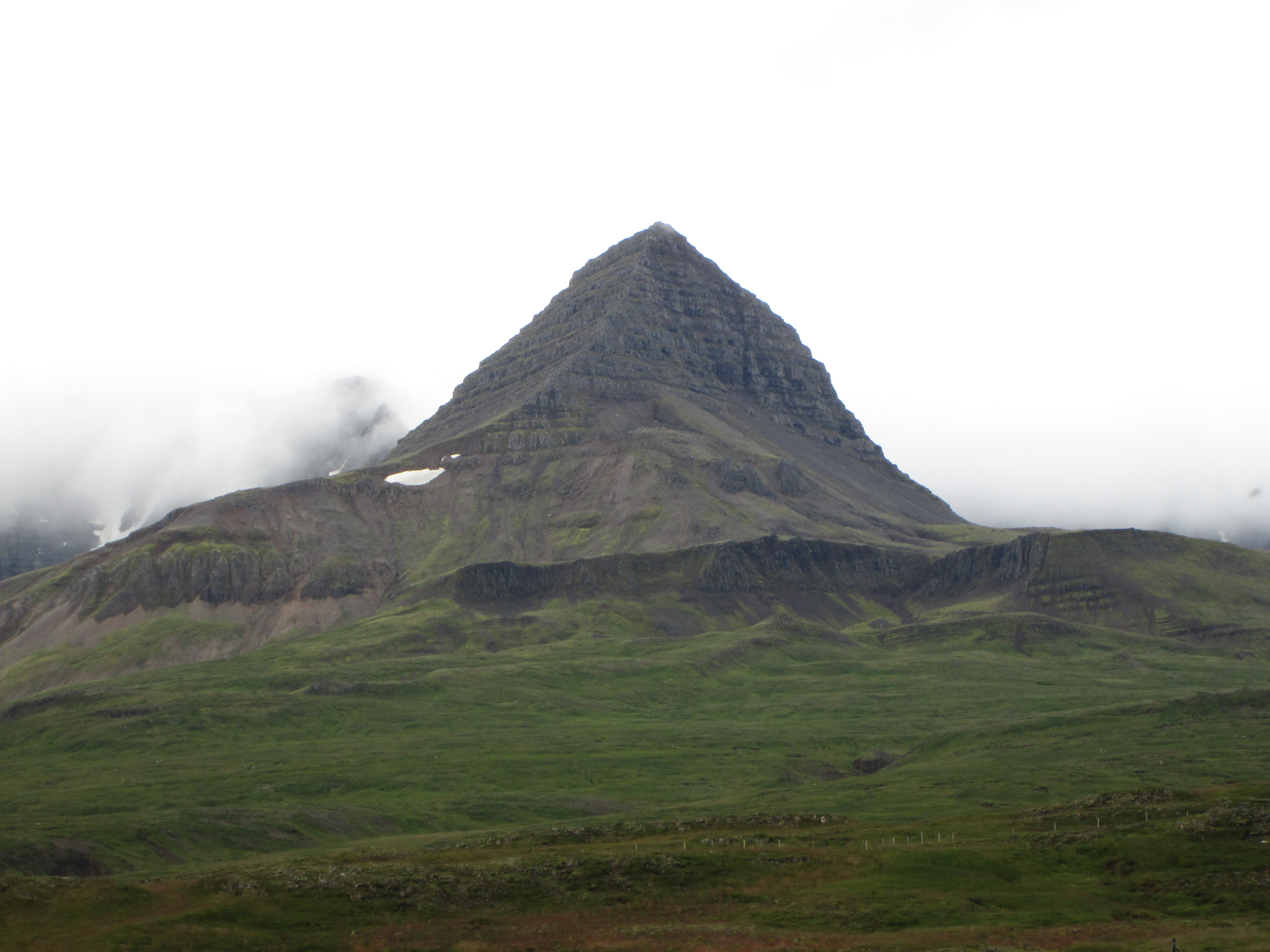
Skessuhorn von Norden gesehen

Zwei Gipfel sind vor allem berühmt auf der Skarðsheiði. Beim einen handelt es sich um den Hauptgipfel des Massivs, das Heiðarhorn, das auch die höchste Stelle darstellt. Beim anderen um einen in Richtung Hvanneyri vorstehenden Nebengipfel von pyramidenhafter Form. Er ist beliebtes Ziel von Kletterern und Bergsteigern und heißt Skessuhorn. Er ist Teil einer alten Caldera.
In diese Form geschliffen wurden die Berge auch hier von den Gletschern der Eiszeit, die im Borgarfjörður rund 1.500 Meter Gestein abschabten.

## Name Skessuhorn
Skessa ist ein alter isländischer Begriff für eine Trollfrau. Es gibt etliche Volkssagen, die von Trollfrauen erzählen, die auf den beiden Gipfeln Skessuhorn und Heiðarhorn gesessen, Menschen gefangen und gefressen und Steine auf Kirchen geworfen hätten.

## Alte und neue Verkehrsverbindungen
Etliche alte Wege führen über Hochtäler und Háls in Richtung Hvalfjörður. Auch hier, ähnlich wie z. B. auf Snæfellsnes, etwa bei Dritvík,  wurde in früheren Zeiten von lagerartigen Zeltdörfern aus, sog. verbúðir, in Ruderbooten auf Fischfang ausgefahren. Dazu schickten die Bauern das im Winter überflüssige Gesinde in andere Landesteile. Solche Reisen armer Leute etwa von Nordisland zum Hvalfjörður, schlecht ausgestattet mit Kleidung und Schuhwerk, forderten ihren Zoll, auch an Menschenleben.
Und auch das mag hinter den Sagen von den Trollfrauen stecken.
Heutzutage führt eine nicht-asphaltierte Passstraße über den Dragháls im Norden des Gebirgsmassivs, erst ins dahinterliegende Svínadalur und dann weiter in den Hvalfjörður. 
Die asphaltierte Verbindungsstraße 53 hingegen stellt die Verbindung zwischen dem Reykholtsdalur und Borgarnes her.

## Wandern und Bergsteigen
Auf den alten Verbindungswegen kann man über das Hochtal zwischen Hafnarfjall und Skarðsheiði wandern. Viele Möglichkeiten zu Wanderungen bieten sich auch im Skorradalur. Eine Tagestour führt auf dem alten Weg Síldarmannagata (dt. der Weg der Heringsfischer) hinüber in den Hvalfjörður oder auch weiter nach Þingvellir.
Auf der Skarðsheiði bieten sich viele Möglichkeiten zum Klettern und Bergsteigen an, sowohl von der Südseite aus als auch vom Pass Dragháls.